# 三重県道7号水郷公園線
三重県道7号水郷公園線（みえけんどう7ごう すいごうこうえんせん）は、三重県桑名市内を通る主要地方道（三重県道）である。

## 概要
国道1号から南は田園地帯だが、トラックの通行が多く、歩道はない。同区間は三重県より「長島屋外広告物沿道景観地区」に指定されている。

### 路線データ
2016年（平成28年）4月1日現在。
- 起点：三重県桑名市長島町松蔭字イノ割558番地先[1]
- 終点：三重県桑名市長島町小島字越石586番3地先[1]（東名阪自動車道長島IC）
- 総延長：10.3055 m[1]
  - 実延長：10.2893 km[1]
  - 重用延長：16.2 m[1]
- 橋梁：29本（総延長：650.9 m）[1]

## 沿革
- 1966年（昭和41年）11月11日 - 三重県が三重県道744号水郷公園線を認定する[3]。
- 1993年（平成5年）5月11日 - 建設省（現・国土交通省）から、一般県道水郷公園線・一般県道多度長島線の一部が水郷公園線として主要地方道に指定される[4]。
- 1994年（平成6年）4月1日 - 三重県道744号水郷公園線を廃止し[5]、三重県道7号水郷公園線を認定する[6]。
- 2005年（平成17年） - ナガシマスパーランドから国道23号付近の区間が、湾岸長島IC開通に合わせて2車線から4車線化。[要出典]

## 路線状況

### 利用状況
交通量
| 地点             | 平日12時間        | 平日24時間        |
| 地点             | 2005年度⇒2010年度 | 2005年度⇒2010年度 |
| 桑名市長島町福吉 | 7,399台⇒6,714台   | 9,619台⇒8,795台   |
| 桑名市長島町殿名 | 7,760台⇒6,702台   | 10,088台⇒8,780台  |
| 桑名市長島町大倉 | 7,874台⇒6,852台   | 9,298台⇒8,638台   |

## 地理

### 通過する自治体
- 桑名市

### 交差する道路

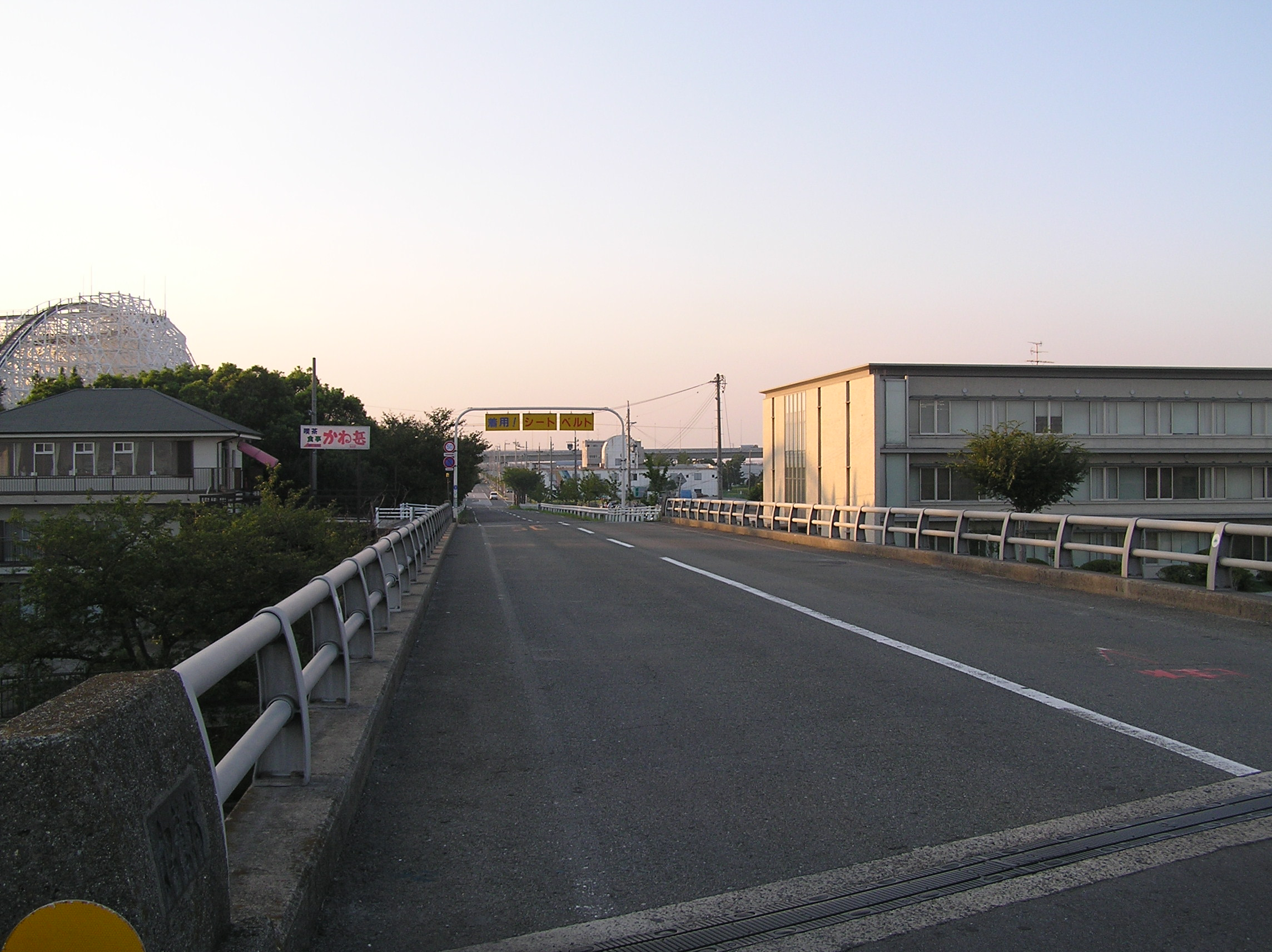
長島町浦安の起点付近

- 伊勢湾岸自動車道 湾岸長島インターチェンジ（湾岸長島IC入口交差点）
- 国道23号 名四国道（福吉交差点）
- 国道1号（桑名市長島町押付・押付交差点）
- 三重県道518号長島停車場線（桑名市長島町押付）
- 東名阪自動車道 長島インターチェンジ・三重県道117号多度長島線・三重県道168号立田長島インター線（長島IC前交差点、終点）

### 沿線にある施設など
- ナガシマスパーランド
- 伊勢湾岸自動車道 湾岸長島パーキングエリア
- 長島スポーツランド
- ながしま遊館
  - 長島輪中図書館
  - 長島中部保育所
- 長島駅（JR関西本線）
- 近鉄名古屋線 近鉄長島駅（長島町押付より西へ約500m）